# 시스로그
시스로그(Syslog)는 메시지 로깅을 위한 표준이다. 메시지를 생성하는 소프트웨어, 이를 저장하는 시스템, 이를 보고하고 분석하는 소프트웨어를 분리시킬 수 있다. 각 메시지는 퍼실리티 코드(facility code)로 레이블이 붙여지며 메시지를 생성하는 시스템의 종류를 식별하고 보안 레벨을 할당한다.

## 역사
시스로그는 1980년대에 에릭 올먼이 Sendmail 프로젝트의 일부로서 개발하였다.

## 같이 보기
- 감사용 기록
- 간이 망 관리 프로토콜